# Бумажный солдат
«Бумажный солдат» — российский драматический фильм режиссёра Алексея Германа-младшего. На 65-м Венецианском кинофестивале картина получила «Серебряного льва» за лучшую режиссуру и премию «Золотая Озелла» за лучшую операторскую работу.

## Сюжет
Сюжет разворачивается в антураже исторических событий: идёт подготовка к полёту первого человека в космос, во время которых и показана трагедия главного героя — врача Даниила Покровского, который работает в это время с космонавтами. Его тяготит слава отца — великого хирурга, он подозревает, что отправляет космонавтов на верную смерть, а впереди у него защита диссертации. В личной жизни Покровский оказывается между двух огней: он разрывается между двумя женщинами, которые его любят, и в то же время ему предстоит сделать непростой выбор между честью и совестью, между профессиональным долгом и зовом сердца. Этот выбор не только ставит под угрозу его образ в глазах коллег, близких людей, которые могут потерять к нему уважение, эта дилемма может стоить ему и самой жизни. Так оно и случается: Даниил умирает во время старта ракеты-носителя «Восток» (РН-1) с космонавтом Юрием Гагариным на борту.

## В ролях
- Мераб Нинидзе — Даня
- Чулпан Хаматова — Нина
- Анастасия Шевелева — Вера
- Кирилл Ульянов — Гарик
- Ромуальд Макаренко — Прокопов
- Рамиль Салахутдинов — Миша
- Михаил Генделев — Архангельский
- Полина Филоненко — Девушка Миши
- Олег Гринченко — Малознакомый мужчина
- Александр Глебов — Давид
- Альберт Макаров — Валентин[3]
- Валентин Кузнецов — Юра
- Анна Екатерининская — Лаборантка
- Фёдор Лавров — Герман Титов
- Константин Шелестун — Саша
- Руслан Ибрагимов — Андриан
- Игорь Кечаев — Капитан в лагере
- Игорь Жилкин — Григорий
- Олег Ковалов — Гость в бараке
- Ирина Ракшина — Мать Дани
- Тариэл Кения — Отец Дани
- Анатолий Кандюбов — Сержант Пашинцев
- Сергей Наумов — Городец
- Юрий Ашихмин — Проводник Нины до космодрома

## Съёмочная группа
- Сценаристы: Владимир Аркуша, Алексей Герман-младший, Юлия Глезарова
- Режиссёр: Алексей Герман-младший
- Операторы: Максим Дроздов, Алишер Хамидходжаев
- Художники: Эльдар Кархалев[4], Сергей Коковкин, при участии Сергея Ракутова
- Композитор: Фёдор Софронов[5]
- Фотограф: Тарасов Михаил[6]
- Постановщик трюков: Сергей Головкин
- Администратор: Горбачёва Татьяна

## Съёмки
Фильм снимался в Ахтубинском районе Астраханской области вблизи озера Баскунчак. Предварительное название фильма было «Отряд».

## Критика
Большое количество критических отзывов на фильм было собрано журналом «Сеанс». Многие критики считают фильм оммажем (подражанием) советскому кинематографу 60-х.

## Награды
- 65-й Венецианский кинофестиваль: приз «Серебряный лев» и приз «Золотая Озелла» за лучшую операторскую работу[12].